# O ewiges Feuer, o Ursprung der Liebe, BWV 34
O ewiges Feuer, o Ursprung der Liebe, BWV 34 (Oh, Foc Etern, Oh, Príncep de l'Amor), és una cantata religiosa de Johann Sebastian Bach per al diumenge de Pentecosta, estrenada a Leipzig, probablement, l'any 1746 o 1747.

## Origen i context
És una paròdia d'una cantata profana, en concret d'una nupcial –probablement per a les noces d'un pastor protestant – de l'any 1726 amb el mateix títol (BWV 34a); només la música dels recitatius és original. La Pentecosta, amb el Nadal i la Pasqua, són les tres grans festes de la litúrgia cristiana que se celebraven durant tres dies, cadascun d'ells amb la seva cantata; per a aquest diumenge o primer dia de Pentecosta es conserven, a més d'aquesta, les BWV 59, BWV 74 i la BWV 172.

## Anàlisi
Obra escrita per a contralt, tenor, baix i cor; tres trompetes, timbals, dues flautes travesseres, dos oboès, corda i baix continu. Consta de cinc números, amb una sola ària i sense coral
1. Cor: O ewiges Feuer, o Ursprung der Liebe (Oh, Foc Etern, Oh, Príncep de l'Amor)
2. Recitatiu (tenor): Herr, unsre Herzen halten dir (Els nostres cors creuen, Senyor)
3. Ària (contralt): Wohl euch, ihr auserwählten Seelen (Benaurades les Ànimes escollides)
4. Recitatiu (baix): Erwählt sich Gott die heilgen Hütten (Si Déu escull les sagrades llars)
5. Cor: Friede über Israel (Pau sobre Israel)

El cor inicial, llarg i brillant, s'avé a la narració del llibre dels Fets dels apòstols referent a l'aparició de les llengües de foc sobre els deixebles, i presenta un contrast molt fort entre la idea de Ewiges (eternitat) i la de Feuer (foc). El recitatiu de tenor, número 2, fa al·lusió a l'evangeli (Joan 14,23); segueix l'única ària de contralt, amb una instrumentació delicada de les flautes i els violins amb sordina, que canta un text relacionat amb el Bon Pastor (Benaurades les ànimes escollides, que Déu ha convertit en sa llar). El recitatiu de baix dona pas al cor final, que reprèn l'orquestració brillant de l'obertura, una acció de gràcies que acaba amb la melodia de Friede über Israel (Pau sobre Israel). Té una durada d'uns 20 minuts.

## Discografia seleccionada
- J.S. Bach: Das Kantatenwerk. Sacred Cantatas Vol. 2. Nikolaus Harnoncourt, Wiener Sängerknaben & Chorus Viennensis, Hans Gillesberger (director del cor), Concentus Musicus Wien, Paul Esswood, Kurt Equiluz, Siegmund Nimsgern. (Teldec), 1994.
- J.S. Bach: The complete live recordings from the Bach Cantata Pilgrimage. CD 22: Holy Trinity, Long Meldford; 11 de juny de 2000. John Eliot Gardiner, Monteverdi Choir, English Baroque Soloists, Nathalie Stutzmann, Christoph Genz, Jonathan Brown. (Soli Deo Gloria), 2013.
- J.S. Bach: Complete Cantatas Vol. 21 . Ton Koopman, Amsterdam Baroque Orchestra & Choir, Klaus Martens. (Challenge Classics), 2006.
- J.S. Bach: Cantatas Vol. 48. Masaaki Suzuki, Bach Collegium Japan, Robin Blaze, Satoshi Mizukoshi, Peter Kooij. (BIS), 2011
- J. S. Bach: Church Cantatas Vol. 11. Helmuth Rilling, Gächinger Kantorei, Bach-Collegium Stuttgart. Helen Watts, Frieder Lang, Philippe Huttenlocher. (Hänssler), 1999.
- J.S. Bach: Cantatas for the Complete Liturgical Year Vol. 16. Sigiswald Kuijken, La Petite Bande. (Accent), 2013.
- J.S. Bach: Cantata 27, 31 & 41. Gustav Leonhardt, Cor de Nois de Tolz, Orquestra Barroca. (Sony), 1995.